# Ilona Mokronowska
Ilona Ewa Mokronowska (Poznań, 11 de junio de 1972) es una deportista polaca que compitió en remo.
Ganó dos medallas de plata en el Campeonato Mundial de Remo, en los años 2001 y 2008, y dos medallas de plata en el Campeonato Europeo de Remo, en los años 2007 y 2008.
Participó en dos Juegos Olímpicos de Verano, ocupando el octavo lugar en Sídney 2000 y el sexto en Atenas 2004, la prueba de doble scull ligero.

## Palmarés internacional
| Campeonato Mundial | Campeonato Mundial   | Campeonato Mundial | Campeonato Mundial  |
| Año                | Lugar                | Medalla            | Prueba              |
| ------------------ | -------------------- | ------------------ | ------------------- |
| 2001               | Lucerna (Suiza)      | Medalla de plata   | Doble scull ligero  |
| 2008               | Ottensheim (Austria) | Medalla de plata   | Cuatro scull ligero |
| Campeonato Europeo |                      |                    |                     |
| Año                | Lugar                | Medalla            | Prueba              |
| 2007               | Poznań (Polonia)     | Medalla de plata   | Doble scull ligero  |
| 2008               | Maratón (Grecia)     | Medalla de plata   | Doble scull ligero  |